# Acanthocreagris sardoa
Acanthocreagris sardoa är en spindeldjursart som först beskrevs av Beier 1959.  Acanthocreagris sardoa ingår i släktet Acanthocreagris och familjen helplåtklokrypare. Inga underarter finns listade i Catalogue of Life.